# My Girl (film)
Pour les articles homonymes, voir My Girl.
Série
My Girl 2
(1994)
Pour plus de détails, voir Fiche technique et Distribution.
My Girl, également appelé Copain, copine en France ou L'Été de mes onze ans au Québec, est un film américain réalisé par Howard Zieff et sorti en 1991.

## Synopsis
Été 1972 à Madison en Pennsylvanie. Vada Sultenfuss est une jeune fille de 11 ans, audacieuse et déterminée, dont la mère est décédée en la mettant au monde. Elle vit depuis avec son père, Harry, propriétaire d'une entreprise de pompes funèbres installée au sous-sol de leur maison. Cet arrangement effraie la jeune fille, qui souffre d'hypocondrie et entretient un sentiment de culpabilité à l'égard de la mort de sa mère. Vada est raillée par les autres filles parce que son meilleur ami, Thomas J. Sennett (Macaulay Culkin), est impopulaire et surtout un garçon. Leurs aventures d'été, du premier baiser au dernier adieu, vont introduire Vada au monde de l'adolescence. Ses liens avec lui vont s'intensifier tout au long du film. L'arrivée de Shelly comme assistante de son père va peu à peu faire découvrir à Vada tout ce qui la lie à devenir une femme. 
Elle continuera à jouer avec Thomas, qui tombe amoureux d'elle. Un jour, en allant au bord d'un lac, les deux enfants lancent des pierres sur un essaim d'abeilles et Vada perd une bague qui change de couleur selon l'humeur, à laquelle elle tenait tant. Thomas revient sur les lieux quelque temps après pour retrouver la bague, mais il est attaqué par des abeilles. Il est retrouvé mort par un garde-chasse. Thomas est amené aux pompes funèbres du père de la jeune fille. Le jour de l'enterrement, elle laisse exploser son émotion.
Malgré la douleur, Vada réussit à réparer la rupture entre elle et son père. Elle apprend qu'elle n'a pas tué sa mère pendant l'accouchement, son père lui expliquant que les décès en couches sont accidentels. À la fin du film, Vada a non seulement réussi à faire face à sa douleur et à son chagrin, mais aussi à refermer quelques plaies ouvertes depuis longtemps. Alors que l'été de ses onze ans s'achève, Vada quitte le monde de l'enfance pour entrer dans celui de l'adolescence.

## Fiche technique
- Titre français : My Girl ou Copain, copine
- Titre original : My Girl
- Titre québécois : L'Été de mes onze ans
- Réalisation : Howard Zieff
- Scénario : Laurice Elehwany
- Musique : James Newton Howard
- Producteur : Brian Grazer, Joseph M. Caracciolo, David T. Friendly
- Distribution : Columbia Pictures, Imagine Entertainment
- Budget : 15 millions $
- Langue originale : anglais
- Pays de production :  États-Unis
- Genre : Comédie dramatique
- Durée : 102 minutes
- Dates de sortie : 
  - États-Unis : 27 novembre 1991
  - France : 24 juin 1992

## Distribution
- Dan Aykroyd (VF : Richard Darbois ; VQ : Mario Desmarais) : Harry Sultenfuss
- Jamie Lee Curtis (VF : Micky Sébastian ; VQ : Claudie Verdant) : Shelly DeVoto
- Macaulay Culkin (VF : Alexis Tomassian ; VQ : Sébastien Thouny) : Thomas J. Sennett
- Anna Chlumsky (VF : Ludivine Sagnier ; VQ : Catherine Levasseur) : Vada Margaret Sultenfuss
- Richard Masur (VF : Mario Santini ; VQ : Éric Gaudry) : Phil Sultenfuss
- Griffin Dunne (VF : Dominique Collignon-Maurin) : Jake Bixler
- Ray Buktenica (VF : Hervé Bellon ; VQ : Jean-Luc Montminy) : Danny DeVoto
- Ann Nelson : « Gramoo » Sultenfuss
- Peter Michael Goetz (VF : Serge Lhorca ; VQ : Hubert Fielden) : Dr Welty
- Jane Hallaren : l'infirmière Randall
- Anthony R. Jones (VF : Med Hondo ; VQ : Gilbert Lachance) : Arthur
- Tom Villard : Justin
- Lara Steinick (VF : Françoise Dasque) : Ronda
- Kristian Truelsen : Charles
- David Caprita : Ray
- Cassi Abel : Judy

## Production
La scénariste Laurice Elehwany s'inspire en partie de son enfance. Elle a notamment grandi en Pennsylvanie et avait une amie qui habitait une funeral home. Le script s'intitule initialement Born Jaundiced, titre que les producteurs veulent absolument changer. Pour en trouver un nouveau, ils offrent une récompense de 500 $ aux employés d'Imagine Entertainment. Plusieurs propositions tourneront autour du thèmes des funérailles et des pompes funèbres (Mourning Glory, In Lieu of Flowers, Dearly Departed, ...). Quelqu'un suggère Vada!, d'après le nom du personnage incarné par Anna Chlumsky, ou encore I Am Woman. C'est le producteur Brian Grazer qui suggère My Girl d'après la chanson du même nom interprétée par le groupe The Temptations.

### Choix des interprètes
Elijah Wood sera un temps envisagé pour incarner de Thomas, tout comme Charlie Korsmo. Le rôle revient finalement à Macaulay Culkin, qui sortait de l'immense succès de Maman, j'ai raté l'avion !. Le rôle du père est tout d'abord proposé à Bill Murray et Steve Martin, mais ils sont trop occupés. Alors que Chevy Chase est envisagé, c'est finalement Dan Aykroyd qui est choisi.

### Tournage
Le tournage a lieu de janvier à mars 1991. Il se déroule principalement en Floride : Bartow, Plant City, Sanford, Orlando, Ocoee et Clermont. Quelques plans sont par ailleurs tournés à West Hollywood en Californie.

## Bande originale
La musique du film est composée par James Newton Howard. L'album de la bande originale contient principalement les chansons des années 60-70 présentes dans le film, notamment My Girl de The Temptations qui a donné son titre au film. On retrouve aussi sur l'album la version de Manfred Mann de Do Wah Diddy Diddy que Vada chante plusieurs fois dans le film.
Liste des titres
1. The Temptations - My Girl (2:44)
2. Spiral Starecase - More Today Than Yesterday (2:58)
3. Sly and the Family Stone - Hot Fun in the Summertime (2:39)
4. The Fifth Dimension - Wedding Bell Blues (2:46)
5. Manfred Mann - Do Wah Diddy Diddy (2:24)
6. Todd Rundgren - I Saw The Light (3:01)
7. The Rascals - Good Lovin' (2:30)
8. Creedence Clearwater Revival - Bad Moon Rising (2:19)
9. Harold Melvin and the Blue Notes - If You Don't Know Me by Now (3:28)
10. The Flamingos - I Only Have Eyes for You (3:25)
11. Chicago - Saturday In The Park (3:54)
12. James Newton Howard - Theme From My Girl (3:36)

## Distinctions
Source : Internet Movie Database

### Récompenses
- MTV Movie & TV Awards 1992 : meilleure scène de baiser pour Anna Chlumsky et Macaulay Culkin)
- Young Artist Awards 1993 : meilleure révélation pour Anna Chlumsky

### Nominations
- MTV Movie & TV Awards 1992 : meilleure révélation pour Anna Chlumsky et meilleur duo pour Anna Chlumsky et Macaulay Culkin)
- Chicago Film Critics Association Awards 1992 : actrice la plus prometteuse pour Anna Chlumsky
- Kids' Choice Awards 1993 : meilleur film
- Young Artist Awards 1993 : meilleur film familiale

## Suite
Le film a eu une suite, My Girl 2 (ou Copain, copine 2), toujours réalisé par le même Howard Zieff et avec les mêmes acteurs. L'intrigue se situe deux ans après.